# Luis García Pardo
Luis Alberto García Pardo (29 de agosto de 1910 - 3 de julio de 2006) fue un arquitecto uruguayo.

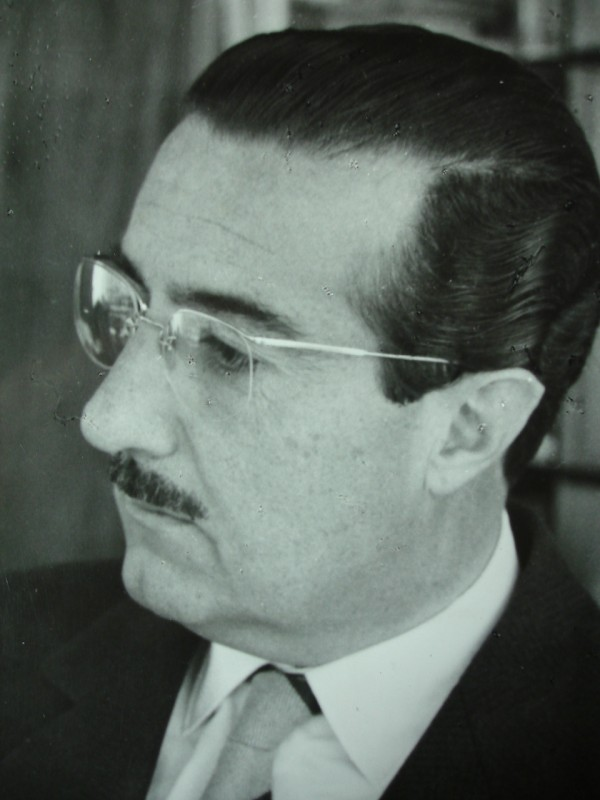
20100504 083803 DSC01867

## Biografía
Estudia en la Facultad de Arquitectura (UdelaR) en la década de 1930, integrando la generación de Raúl Sichero, Ildefonso Aroztegui, Mario Payssé Reyes y otros arquitectos uruguayos que se destacaron por la introducción de las premisas formales y espaciales de la arquitectura moderna internacional.
García Pardo desarrolló proyectos de arquitectura doméstica y religiosa, integrando el arte en sus edificios, dándole importancia a la estructura y el espacio, la racionalización y la vivienda económica. Se esforzó en implementar estructuras novedosas para resolver nuevas situaciones.
Luego de una larga vida, fallece en 2006. Su familia realizó una donación de material perteneciente al arquitecto al Instituto de Historia de la Arquitectura en el año 2007.

## Carrera
Luis García Pardo (1910-2006), fue uno de los arquitectos que forjaron nuevos caminos en la arquitectura uruguaya del siglo XX. En su carrera combinó la arquitectura con las artes plásticas, la docencia y el estudio científico, destacándose en el campo del proyecto arquitectónico y la investigación de nuevas técnicas constructivas.
Proveniente de una familia de clase media de origen español, pasó su infancia en el barrio montevideano de Colón. Su heterogénea formación inicial incluyó estudios en dibujo, litografía, grabado, meteorología y astronomía. Trabajó como meteorólogo y astrónomo en institutos y observatorios de Montevideo y ejerció la docencia en educación secundaria como profesor de astronomía, geografía y geometría.
Educado en la más estricta costumbre católica, siempre se consideró un hombre religioso, y se relacionó de manera activa con la Iglesia, siendo esta uno de sus mayores comitentes. Realizó encargos como la Iglesia de San Jacinto (1943), la sede de Acción Católica (1948), el Colegio San Rafael (1949) y la Iglesia Parroquial San Juan Bosco (1966), entre otras.
Tras obtener el título de Arquitecto en 1941 ganó las primeras pruebas del premio a las Grandes Composiciones con un proyecto para un Instituto de Alta Cultura. Su vida universitaria continuó como docente de la Cátedra de Estereotomía y Física Aplicada, llegando a desempeñarse como Profesor Titular de la misma, desde donde se encargó de desarrollar el temario curricular y el programa de estudios de Acústica Aplicada a la Construcción de Edificios, disciplina en la que fue pionero local.
Tuvo también a su cargo durante un año un Taller de Anteproyectos y Proyectos de Arquitectura en 1952. Ejerció la docencia en otros países, dictó cursos y conferencias sobre arte, acústica y sistemas de prefabricación de vivienda en Facultades de Arquitectura en varias ciudades de Latinoamérica.
Sus primeros trabajos profesionales en la década de 1940 fueron mayoritariamente viviendas individuales que se caracterizaron por manejar diversos lenguajes formales, comunes en el repertorio de la época. Proyectos como la vivienda Pellegrino (1944) y la vivienda Roglia (1947), denotan influencias tanto del academicismo formal como de los lenguajes modernos, especialmente de Wright. A partir de otros programas más complejos como la Fábrica Uruguaya de Apóstitos Medicinales (FUAM. 1944) e ISUSA (1948) empezó a definir su impronta personal, en una búsqueda constante a través de los procesos proyectuales.
La mayor parte de sus trabajos los realizó en asociaciones con otros arquitectos. En la década de 1940 se asoció con el Arq. Enrique MacKinnon, con quien colaboró en proyectos comerciales y de vivienda. En esta época también trabajó con su hermano, Federico García Pardo, en particular para los proyectos de temática religiosa como la Casa de Vacaciones de Arequita (1947) y el Concurso del Seminario Arquidiocesano (1952). En la década del 50’ se asoció con el Arq. Adolfo Sommer Smith, y juntos realizaron algunas de sus obras más relevantes como el edificio El Pilar (1957) y el edificio Positano (1957). Más adelante formó una sociedad con el Arq. Alfredo Nebel Farini, con quien desarrolló algunos trabajos sobre vivienda racionalizada, y edificios de apartamentos en Punta del Este, L’Hirondelle (1960) y Ruca Malen (1961). En su madurez, lideró grupos interdisciplinarios para desarrollar proyectos de escala urbana y otros concursos.
La década de 1950 fue su etapa más fructífera en términos de producción arquitectónica, con la construcción de edificios en altura en Punta del Este y Montevideo. Manejó un lenguaje formal asociado al Estilo Internacional, caracterizado por el courtain wall, la estructura exenta, la planta libre y los espacios diáfanos.
Las características formales no las aplicó como mera formula, sino que insistió en una búsqueda intencionada de generar espacios innovadores en el ámbito doméstico. Para ello, una de sus herramientas más ricas fue la investigación estructural, en el desarrollo de soluciones como las que utilizó en los edificios Positano (losas sobre vigas mensulantes y pilares de hormigón en doble T), Ruca Malen (losetas prefabricadas sobre pilares acartelados), el Proyecto Peugeot (paraboloides hiperbólicos triangulados) y El Pilar (losas colgantes via tensores de un único pilar central), considerado este por Frei Otto y Udo Kulterman como la primera casa colgante del mundo.
La rama estructural no fue la única investigación técnica que aplicó en estos edificios. Los estudios de acondicionamiento que ya desarrollaba como docente en la Facultad de Arquitectura lo llevaron a utilizar soluciones novedosas como el vidrio térmico alemán y la losa radiante eléctrica de control individual.
Este periodo de alta productividad se benefició con la coyuntura favorable que vivía el país en cuanto a la construcción, en particular después de la Ley de Propiedad Horizontal, para la realización de edificios de apartamentos en altura, los que construyó en sociedad con el Arq. Sommer Smith y de los que varios ejemplos hoy son considerados como bienes patrimoniales (2005).
En esta época también realizó la casa para el artista Lino Dinetto (1954). Este es un hecho destacado en la línea de integración de las artes a la arquitectura que sostuvo como premisa a lo largo de su carrera, en especial en esta década. Sus obras incluyen de manera integral distintas expresiones del arte. Se pueden encontrar murales, esculturas y jardines diseñados por artistas destacados como Burle Marx, German Cabrera y Lino Dinetto, entre otros.
Su inclinación por las artes lo llevó a participar también como crítico y organizador de distintas muestras y actividades, integrando la Dirección de la Comisión Nacional de Bellas Artes, la Dirección de la Comisión de Artes Plásticas de la Unesco, actuando de delegado en congresos, y como jurado para bienales, exposiciones y salones de artes plásticas, nacionales e internacionales.
Esta vocación “artística”, se consolidó en la realización de dos largometrajes “Hombres como tú y yo” en 1952 y el “Documental sobre Arquitectura Brasilera” en 1953, y en la presentación a diversos concursos de pintura y escultura, (obtuvo primer premio y mención honorífica en el concurso para el “Monumento escultórico en homenaje a los legisladores desaparecidos trágicamente Zelmar Michellini y Héctor Gutiérrez Ruiz” -no construido- en 1986).
En la década de 1960 comenzó a investigar técnicas alternativas para la construcción de vivienda, patentando múltiples sistemas que puso en práctica en Uruguay y Brasil. Sus sistemas Veca, Vipremal y Predes, aunque con distintas características materiales y de formulación, persiguen un único objetivo: la garantía del acceso a la vivienda por todos. A raíz de estas preocupaciones viajó y se vinculó con instituciones internacionales, siendo colaborador y ponente en numerosos encuentros y simposios en todo el mundo.
Su producción en la década de 1970 se desarrolló en Brasil, donde se radicó en 1973 tras un ofrecimiento de trabajo en la Empresa Eucatex S.A. para trabajar como Arquitecto y Asesor de Acústica. Allí proyectó showrooms, fábricas y oficinas e investigó sobre métodos constructivos. En estos años desarrolló sistemas de paneles y plantas de viviendas económicas que posteriormente se aplicaron más tarde en planes de regularización de asentamientos informales. También realizó encargos particulares, mayoritariamente VECA, y desarrolló proyectos urbanos y propuestas para concursos de arquitectura.
Incursionó en la planificación y el urbanismo, con proyectos para urbanizaciones en Uruguay, Ciudad 2000 (1996), y en Brasil balneario Itapecerica da Serra (1977), el centro turístico Peruibe (1977) y el estudio y proyecto integral para Ilha Anchieta (1975), este último como coordinador y líder de un grupo interdisciplinario en el que participaron los arquitectos Luis Patrone Pereira y Conrado García Ferrés (su hijo).
En 1984 se jubiló, poniendo fin a su carrera y pasando a dedicar su tiempo a cultivar las artes, dictar charlas y cursos sobre los temas de su conocimiento y a colaborar con las instituciones que había ayudado a crear y creía de vital importancia, como la española Fundación Rafael Leoz, de la cual formó parte activa tanto en su dirección institucional como en la generación de conocimiento sobre la geometría aplicada en la construcción espacial de la vivienda.
Varios son los premios que ganó a lo largo de su carrera en presentaciones a Concursos de Arte, Arquitectura, y en Congresos de Acústica, sistemas prefabricados y vivienda social. En 2004 la Federación Panamericana de Asociaciones de Arquitectos (FPAA) le otorgó el “Premio Arquitecto en la Actividad Privada”.
Su cosmovisión cultivada desde muy temprano, lo acompañó en todos los ámbitos de su desenvolvimiento profesional. La conjunción del estudio de la astronomía, la física, las artes, la arquitectura y la religión lograron una mirada particular sobre los temas del mundo. Esta mirada, caracterizada por la integralidad en la concepción de los objetos, es la que hilvana toda su producción, generando una impronta personal que se lee en su obra.

## Obras destacadas
Sus obras más representativas se ubican en el barrio de Pocitos y datan de los años de auge de la edificación en altura en este barrio, a partir de la aprobación de la Ley de Propiedad Horizontal en 1946:
- edificio Gilpe (1955)
- edificio El Pilar (1957)
- edificio Positano (1959).[4]

Más obras
(formato: nombre, ubicación, fecha)
- Iglesia Parroquial de San Jacinto, San Jacinto, Canelones 1943
- Fábrica Uruguaya de Apósitos Medicinales (FUAM) Bvar Artigas 3896 esq. Guardia Oriental 1944
- Laboratorio Bocaje - José R. Bujalance y Cía. (Laboratorios Galien), Sitio Grande 2304 esq. Arroyo Grande 1944
- Vivienda Luis García Pardo, Mariano Uriarte y Divina Comedia, 1944
- Vivienda Luis García Pardo, Calle de las Flores cerca de Av. Artigas (La Floresta), 1944
- Vivienda Tomás Pellegrino, Cales Pinta y Montalvo (Colón), 1944
- Vivienda Latino P. Manetti y local comercial en PB, Colonia esq. Ejido, 1946
- Iglesia San José / Iglesia Parroquial Inmaculada Concepción, San José, 1945
- Vivienda Marta Arocena de Ferres (Sea Side Rest), Camino Tomkinson 5350, Punta Yeguas, 1945
- Casa Bancaria Latinoamérica (Sr. Carlos Turón Camy), 25 de Mayo 445; Misiones 1461, 1946
- Casa de Vacaciones de los Jesuitas, Arequita, Minas, 1947
- Vivienda Mauricio Roglia, G. de Gloria entre Caramurú y Rivera, 1947
- Vivienda Dr. Luis Pedro Arboleya, Bvar Artigas 4512, 1948
- Edificio San Martín, 25 de Mayo 441; Misiones 1469, 1948
- ISUSA Ruta 1, San José, 1948
- Colegio San Rafael. Asociación Misioneras de los Pobres Carlos María Ramírez esq. Cuba 1949
- Vivienda Jesús García Pardo, Av. Cooper esq. Santa Rosa Concurso Seminario Arquidiocesano Mdeo Toledo, Canelones
- Edificio Gilpe (Eustaquio Gil Pereira) Av. Brasil 2568-74, 8/1952 (proy) 7/53 (const)
- Vivienda Dr. José M. García Pardo, Lanús 5695 y Eduardo Raíz, 10/1952 - 6/53 (proy) 1954-55 (const)
- Vivienda Lino Dinetto, Almirón 5094, 1954-55
- Edificio Guanabara, Benito Blanco 1223 casi Barreiro, 5-5/1955 (proy.) 11/1955 (const.)
- Cálculo acústico de la Iglesia San Carlos Borromeo, Prado, Montevideo (proyecto: Arq. Juan Pablo Terra Gallinal, estructura: Ing. Eladio Dieste), 1956[5]
- Edificio Guaiba Miguel Barreiro 3347 esq. Benito Blanco 1957
- Edificio El Pilar, Bvar España 2997
- Edificio El Grillo, Parada 14 Playa Mansa, Punta del Este
- Edificio Positano, Av. Ponce 1262 y Charrúa, 22/4/1957
- Edificio Chiloé Benito Blanco 634, 23/12/1957
- Edificio Regulus, Benito Blanco y Scosería
- Iglesia Parroquial y Colegio San Juan Bosco, Colón, Mdeo
- Edificio L´Hirondelle, Calle 24 y 29, Punta del Este
- Edificio Ruca Malen, Calle 20 y 25, Punta del Este Edificio El Aranzal, Calle 27 entre Gorlero y 20, Punta del Este
- SISTEMA CONSTRUCTIVO V.E.C.A (Viviendas que fueran de hijos de Luis García Pardo, hoy reformadas pero que aún conservan secciones originales: Calle Mones Roses 6340 entre Córcega y Havre, Calle Máximo Tajes 6920 esq. Santa Mónica, entre otras).
- Edificio Peugeot, Buenos Aires 1962
- SISTEMA PREFABRICADO VIPREMAL Urbanización Ilha Anchieta, Ubatuba, San Pablo, Brasil 1975
- SISTEMA PREFABRICADO PREDES, nc Ciudad 2000, Paraje Colorado, Canelones / Punta Yeguas (Mdeo)